# 로이스 버틀러
로이스 레이드 버틀러(영어: Lois Reid Butler, 1897년 11월 3일 ~ 1970년 8월 17일)는 캐나다의 몬트리올에서 태어난 캐나다의 알파인 스키 선수이다. 그는 1936년 동계 올림픽의 알파인 스키 종목에 출전해 72.31로 15위를 기록하였다. 그는 그리스를 여행하던 도중 심장마비로 죽었다. 또한 그의 아들은 짐바브웨의 요트 선수로 활약한 데이비드 버틀러이다.